# Thessa Gradl
Thessa Gradl, Ehename Thessa Cretschmar (1867 in Dillingen an der Donau – Februar 1914 in Frankfurt am Main) war eine deutsche Opernsängerin (Sopran).

## Leben
Thessa Gradl erhielt ihre Ausbildung an der Königlich Bayerischen Musikschule in München und wurde 1889 am Stadttheater Würzburg engagiert. Dort wirkte sie bis 1891, in welchem Jahre sie Mitglied des Ensembles des Düsseldorfer Stadttheaters wurde. 1893 wurde sie Mitglied des Schweriner Hoftheaters, 1895 sang sie an der Wiener Staatsoper und folgte 1897 einem Ruf an die Berliner Hofbühne. Gastverträge führten sie an die Oper Leipzig, Oper Dresden und Oper München. In München sang sie vermutlich 1903 zum letzten Mal.
Gradl war in erster Ehe mit dem Dirigenten Max Schuster (1866–1898) verheiratet, nach dessen Tod mit dem Staatsanwalt und späteren Senatspräsidenten von Frankfurt a. Main Cornelius C(K)retschmar (1856–1926). Nach der zweiten Heirat gab die Künstlerin ihre erfolgreiche Karriere auf und wirkte nur noch als Gesangspädagogin.

## Rezeption
Gradls Stimme wurde beschrieben als „eine schöne Sopranstimme, die in Harmonie mit hübsch pointierter Darstellungsweise, Rollen wie z. B. „Das Heimchen am Herd“ zur besten Wirkung bringt.“ Zu ihrem Repertoire zählten Partien wie Marie (Waffenschmied, Zar und Zimmermann), Zerline (Fra Diavolo), Page (Die Hugenotten), Ännchen, (Der Freischütz) und Zerlina (Don Giovanni).